# فورست جودلاك
فورست جودلاك (بالإنجليزية: Forrest Goodluck)‏، المولود في 6 أغسطس 1998 في ألباكركي، نيومكسيكو، هو ممثل تلفزيوني وسينمائي أمريكي. جودلاك هو أمريكي أصلي، والده، كيفن، هو نافاجو. تشمل أصول والدته لوري هيداتسا، ماندان، نافاجو وتسيمشيان.

## روابط خارجية
- فورست جودلاك على موقع IMDb (الإنجليزية)
- فورست جودلاك على موقع روتن توميتوز (الإنجليزية)
- فورست جودلاك على موقع ألو سيني (الفرنسية)
- فورست جودلاك على موقع قاعدة بيانات الفيلم (الإنجليزية)